# Willem Vogelsang (taalkundige)
Wilhelmus Jacobus (Willem) Vogelsang (Medemblik, 1956) is een Nederlandse taalkundige, vooral bekend als kenner van Afghanistan.

## Loopbaan
Vogelsang bekwaamde zich eind jaren 70 aan de Rijksuniversiteit Leiden in de Iraanse en Indo-Arische talen en culturen. Ook studeerde hij aan de Universiteit van Cambridge en aan de Universiteit Gent. In het kader van zijn studie verbleef hij onder andere een tijd in Iran, Syrië en Afghanistan. In deze landen hield hij zich bezig met archeologisch veldwerk, onder meer in de Afghaanse provincie Kandahar. Na Kerst 1979 viel de toenmalige Sovjet-Unie Afghanistan binnen en de naar Nederland teruggekeerde Vogelsang werd daarom lid van het Afghanistan-comité. Hij zocht contact met de GPD-pers en het weekblad HP/De Tijd met het verzoek of hij voor hen in Afghanistan reportages kon maken. Daar stemden dezen in toe met als gevolg dat de afgestudeerde Vogelsang zich Afghanistan liet binnen smokkelen in 1982 en zich er aansloot bij de moedjahedien, de islamitische verzetsstrijders, en zelfs een beetje met hen meevocht. Later promoveerde hij in 1990 in de letteren bij professor Marinus Antony Wes aan de Rijksuniversiteit Groningen. Zijn proefschrift ging over de vestiging en de instellingen van het koninkrijk van de Achaemeniden in het oude Perzië.
Tot medio 2008 was Vogelsang aan de Universiteit Leiden werkzaam als uitvoerend secretaris bij de Onderzoeksschool voor Aziatische, Afrikaanse en Amerindische Studies (Centrum Niet-Westerse Studies - CNWS). Verder was hij conservator bij het Rijksmuseum voor Volkenkunde in Leiden, waarbij hij West- en Centraal-Azië onder zijn hoede had. Tot 2011 was hij senior projectcoördinator Cultural Affairs bij de CIMIC Support Unit van de NAVO en gaf hij als reserve-officier van de Koninklijke Landmacht adviezen over vredesoperaties die het Nederlandse leger in het buitenland ondernam. Verder heeft hij met zijn echtgenote de leiding over een Iraans kledingproject en is hij adviseur van de Textile Research Centre, Leiden.
Binnen zijn vakgebied is hij vooral geïnteresseerd in Centraal-Azië, Iran en Afghanistan, vooral wat de cultuur en de geschiedenis aangaat. Over laatstgenoemd land schreef hij drie boeken. Ook maakte hij nadat de Taliban er de macht hadden verloren opnieuw een rondreis in 2002.
In juni 2008 trad hij in dienst bij het ministerie van Buitenlandse Zaken. Als Social en Tribal Advisor ('maatschappelijk- en stamkundig adviseur') adviseerde hij dit ministerie over Afghanistan, vooral wat de provincie Uruzgan aangaat. Sedert 2011 is Vogelsang instituutsmanager van het International Institute for Asian Studies in Leiden.

## Publicaties
- The Iranian Achaemenid empire. Investigations into the establishment and organisation of Persian Achaemenid domination on the Iranian Plateau and beyond, Proefschrift Rijksuniversiteit Groningen, 1990. Nederlandstalige samenvatting
- The rise and organisation of the Achaemenid Empire: the eastern Iranian evidence, 1992, 344 p., Brill - Leiden, ISBN 90-04-09682-5
- Afghanistan: mensen, politiek, economie, cultuur, milieu, 2002, 74 p., Koninklijk Instituut voor de Tropen - Amsterdam, NOVIB - Den Haag, ISBN 90-6832-397-0. Herziene uitgave 2010, 125 p.
- Afghanistan: een geschiedenis, 2007, 208 p., Bulaaq - Amsterdam, Van Halewyck - Leuven, ISBN 90-5460-073-X
- The Afghans, 2008, 382 p., Blackwell Publishers - Oxford (VK) en Malden (Massachusetts), ISBN 9780631198413
- Covering the Moon. An Introduction to Middle Eastern Face Veils, met Gillian Vogelsang-Eastwood, 2008, 247 p., Peeters - Leuven, ISBN 978-9042919907